# Contea di Saint-Pol
La contea di Saint-Pol corrisponde alla regione del Ternois, nel dipartimento del Passo di Calais fra l'Artois e la Piccardia, dipendente dalla contea di Fiandra. Deriva il suo nome dalla capitale, Saint-Pol-sur-Ternoise, che era originariamente una fortezza composta da due castelli piuttosto alti, separati da un largo e profondo fossato.

## Storia
Fino al 965 il Ternois faceva parte del pagus Teruanensis. Pare che questo fosse stato poi smembrato: la parte settentrionale, compresa la città, sede episcopale, di Thérouanne, rimase direttamente sotto i conti di Fiandra, che la suddivisero in varie castellanie, i cui capoluoghi erano Thérouanne e Saint-Omer, mentre la parte meridionale dell'antico pagus fu affidata ad un feudatario dei conti di Fiandra, che prese abitualmente la residenza a Saint-Pol-sur-Ternoise, da cui il suo titolo di conte di Saint-Pol.
Esso era talvolta citato come "conte del Ternois" (lat. comites Teruanensis). Di qui la restrizione del nome di Ternois alla contea che quindi non comprendeva però la capitale dell'antico pagus.
Alla fine del XII secolo i conti di Saint-Pol ebbero come suzerain diretti i conti di Boulogne..
La contea di feudo della contea di Boulogne, passò nel 1205, con la morte di Ugo IV di Campdavaine, al casato dei Châtillon. Élisabetta Campdavaine (o Campdavène, Candavène), figlia di Ugo e contessa ereditiera, aveva sposato infatti Gaucher III di Châtillon..
La contea di Saint-Pol, come quella di Boulogne e quella di Guînes, entrò nella sovranità feudale della contea d'Artois e, ad eccezione dei territori temporaneamente occupati dagl'inglesi, ne seguirono il destino.
Maria di Nemours, detta anche Maria d'Orléans-Longueville, successe nel 1694 al fratello, Charles-Paris d'Orléans, detto anche l'Abate di Longville, e nel 1705 vendette la contea di Saint-Pol a Elisabetta di Lorena- Lillebonne, vedova di Luigi I di Melun, principe d'Épinoy.

## Elenco dei conti di Saint-Pol

### I precursori
L'elenco che segue, fino ad Arnolfo, proviene dalla Histoire di Saint-Pol di G.-E. Sauvage
- 543: Leodegondo, che sposò la figlia di Rodolfo, 3º conte di Boulogne
- ??? : Leodegonda, figlia di Leodegondo, andata sposa ad Agnerie, conte di Bourgogne e d'Arques
- ??? : Walberto, figlio di Leodegonda

[le contea rientra nella famiglia primigenia di Boulogne]
- 858: Fiorenza, figlia cadetta d'Helgot di Boulogne, andata sposa a Pepin-Florent, figlio di Luigi I
- ??? : Ugo di Ponthieu, che sposò una delle figlie di Fiorenza
- ??? : Helgot, figlio di Ugo di Ponthieu
- ??? : Herluin, figlio di Helgot
- ??? : Ruggero, figlio di Herluin
- 964: Guglielmo, figlio di Roger
- ??? : Ugo, figlio di Guglielmo
- ??? : Arnolfo

### Ruggero
- 1031 - 1067: Ruggero (fr. Roger, di origine incerta, è il primo conte di Saint Pol. Sposato con Hadwide, ebbe da lei due figli: Manasse e Roberto, ma la moglie e quest'ultimo morirono tra il 1051 e il 1067. Ruggero morì il 13 giugno 1067. Gli successe Ugo I. La prima traccia di Ruggero risale al 1023, allorché un documento con il quale Warin, vescovo di Beauvais, stabilì una confraternita fra i canonici della sua cattedrale ed i monaci di Saint-Wast d'Arras, della quale egli fu uno dei firmatari. Non gli venne qui attribuito il titolo di conte. Nel 1031, in una lettera in cui attribuiva l'abbazia di Blangy-sur-Ternoise a quella di Fécamp, egli si dichiara conte di Saint-Pol. Egli aveva usurpato all'Abbazia di San Bertino il territorio di Heuchin. Nel 1051 l'Abbazia gliene concesse il godimento a vita, a condizione che alla sua morte il territorio tornasse all'Abbazia.

## Casato di Campdavaine
- 1067 - 1070: Ugo I di Campdavaine, la cui esistenza non è certa: è citato solo da Lamberto d'Ardres.[7] Soprannominato Candavène, Candens avena, da alcuni e Champ-d'Avène, Campus avenae, da altri. Sposò Clémence nel 1060, dalla quale ebbe tre figli: Guy, cui seguirono Ugo ed Eustachio. Clemence si sarebbe risposata con Arnoul d'Ardres, che avrebbe assicurato la reggenza ai nomi dei figli minori di sua moglie. Secondo alcuni, Clemence avrebbe potuto essere la figlia di Ruggero o quella di suo figlio Manasse: Ugo in tal caso sarebbe non il figlio di Ruggero, ma un discendente della famiglia di Ponthieu, come la quasi simmetria dei nomi propri utilizzati nelle famiglie potrebbe far pensare.[8]. Il 25 novembre 1078, papa Gregorio VII diede ai tre figli di Ugo I di Campdavaine: Guy, Ugo II di Campdavaine ed Eustachio, il titolo di «conti di Saint-Pol».
- 1070 - 1083: Guido I di Campdavaine, figlio del precedente. Essendogli morto il padre quando lui era ancora minorenne, la reggenza venne assicurata dal patrigno Arnoul, barone di Ardres. Nel 1071, assistette alla battaglia di Cassel, che vide la vittoria di Roberto il Frisone su Richilde, contessa di Hainaut e sul re di Francia Filippo I, e la morte del figlio di Richilde, Arnolfo. Dopo la morte di Clémence, sopravvenuta nel 1078, Arnoul iniziò ad occuparsi della sua baronia e lasciò il governo della contea a Guido. Questi morì nel 1083 senza figli e gli succedette il fratello Ugo.
- 1070 o 1083 - 1118 o 1130: Ugo II di Campdavaine, fratello del precedente. Sposò Elisenda di Ponthieu, poi Margherita di Clermont.
- 1118 o 1130 - 1141: Ugo III di Campdavaine, figlio del precedente.
- 1141 - 1150: Enguerrand o Ingelram, figlio del precedente e della di lui consorte Beatrice.
Morì nel 1150, poco dopo aver sposato la figlia di Nicolas d'Avesne. Gli succedette il terzo figlio (il secondo era mancato pochi giorni prima di lui) di Ugo III di Campdavaine, Anselmo.
- 1150 - 1165: Anselmo di Campdavaine, fratello del precedente. Eglin possedeva per via ereditaria le prebende di Saint-Gervais d'Encre (l'odierna città di Albert, nel dipartimento della Somme). Avvisato di quest'abuso, egli restituì nel 1154 il possesso delle prebende a Teodorico, vescovo di Amiens.[9] Sposò Eustachia di Champagne dalla quale ebbe Ugo (il futuro Ugo IV di Campdavaine), Guido, siniscalco di Ponthieu, Beatrice, andata sposa a Giovanni I, conte di Ponthieu.
- 1165 - 1205: Ugo IV di Campdavaine, figlio del precedente. Sposò Yolanda di Hainaut, figlia di Baldovino IV di Hainaut.

## Casato di Châtillon
- 1205 - 1219: Gaucher III di Châtillon (1166 - 1219). Sposò nel 1196 Elisabetta di Saint-Pol (1180 - 1212), figlia di Ugo IV di Campdavaine
- 1219 - 1226: Guido II di Châtillon († 1226), figlio del precedente, anche conte di Nevers, d'Auxerre e Tonnerre. Sposò Agnese II di Donzy
- 1226 - 1248: Ugo di Châtillon, conte di Saint-Pol (v.1196 - 1248), fratello del precedente. Sposò Maria d'Avesnes († 1241), contessa di Blois e di Châteaudun.
- 1248 - 1289: Guido III di Châtillon-Saint-Pol (1225 - 1289), figlio del precedente. Sposò nel 1254 Matilde di Brabante (1224 - 1288), figlia di Enrico II di Brabante e di Maria di Hohenstaufen e vedova di Roberto I d'Artois
- 1289 - 1317: Guido IV di Châtillon-Saint-Pol (1254 - 1317), figlio del precedente. Sposò nel 1292 Maria di Dreux (1268 - 1339).
- 1317 - 1344: Giovanni di Châtillon-Saint-Pol († 1344), figlio del precedente. Sposò nel 1319 Giovanna di Fiennes († 1353)
- 1344 - 1360: Guido V di Châtillon-Saint-Po l († 1360), figlio del precedente. Sposò nel 1292 Giovanna di Lussemburgo († 1392)

## Casato di Lussemburgo
- 1360 - 1371: Guido di Lussemburgo-Ligny (1340 - 1371), conte di Ligny. Aveva sposato nel 1354 Matilde di Châtillon (1335 - 1378), contessa di Saint-Pol, sorella di Guido V di Châtillon-Saint-Pol.
- 1371 - 1415: Valerano III di Lussemburgo-Ligny (1356 - 1415), figlio del precedente. Sposò nel 1380 Maud Holland († 1391), figlia di Giovanna di Kent e di Thomas Holland, poi, nel 1400, Bona di Bar († 1400).
- 1415 - 1430 Filippo di Brabante, conte di Saint-Pol, poi duca di Brabante e di Limburgo, nipote diretto del precedente, figlio d'Antonio di Brabante e di Giovanna di Lussemburgo-Saint-Pol.
- 1430 - 1430: Giovanna († 1430), zia del precedente.
- 1430 - 1433: Pietro I di Lussemburgo, nipote diretto di Guido di Lussemburgo, figlio di Giovanni di Saint-Pol, signore di Beauvoir, e di Margherita d'Enghien, contessa di Brienne e di Conversano. Sposò Margherita del Balzo (1394 - 1469).
- 1433 - 1475: Luigi di Lussemburgo, figlio del precedente, sposò nel 1435 Giovanna di Marle (1415 - 1462), contessa di Soissons (1415 - 1462), ed in seconde nozze, nel 1466 Maria di Savoia, figlia di Ludovico di Savoia e di Anna di Cipro
- 1475 - 1482 Pietro II, figlio del precedente e di Giovanna di Bar. Sposò nel 1454 Margherita di Savoia, figlia di Ludovico di Savoia e di Anna di Cipro.
- 1482 - 1547: Maria, figlia del precedente e di Margherita di Savoia. Andò sposa nel 1460 Giacomo, conte di Romont, poi nel 1487 a Francesco di Borbone-Vendôme, conte di Vendôme, signore d'Epernon.

## Casato dei Borbone
- 1547 - 1551: Francesco I, figlio di Maria di Lussemburgo e di Francesco di Borbone. Sposò Adriana d'Estouteville.
- Francesco II, figlio del precedente, morto a 12 anni nel 1546
- 1551 – 1601 Maria II (1539 - 1601), sorella del precedente, andata sposa:
  - nel 1528 al cugino germano Giovanni di Borbone-Vendôme, conte di Soissons, d'Enghien, figlio di Carlo di Vendôme e di Francesca d'Alençon,
  - in seconde nozze, nel 1560, a Francesco di Clèves (1516 - 1561), conte di Nevers
  - in terze nozze nel 1563 a Leonoro d'Orléans, duca di Longueville

## Casato d'Orléans
- 1601 – 1631 Francesco III d'Orléans, figlio della precedente e del suo terzo marito
- 1631 – 1663 Enrico II di Orléans-Longueville, nipote del precedente
- 1663 - 1672 Carlo-Paris d'Orléans, figlio del precedente
- 1694 - 1705 Maria d'Orléans-Longueville (1625 - 1707), sorellastra del precedente

Maria, duchessa di Nemours, (nata Maria d'Orléans-Longueville) succedette nel 1694 al fratello Carlo-Luigi, detto l'  abbé di Longueville, che a sua volta aveva ereditato la contea da Carlo-Paris d'Orléans, la quale venne allora affidata ad un curatore. Maria vendette nel 1705 la contea a Elisabetta Teresa di Lorena, vedova di Luigi I di Melun, principe di Épinoy.

## Casato di Melun e Rohan-Soubise
- 1705 Elisabetta Teresa di Lorena,
- 1705 – 1724 Luigi II di Melun, figlio della precedente
- 1724 – 1787 Carlo di Rohan-Soubise, nipote del precedente, con il quale il titolo si estinse